# Changes (Kalush-Orchestra-Lied)
Changes ist ein Song der ukrainischen Musikgruppe Kalush Orchestra, der am 3. März 2023 auf dem Plattenlabel Enko veröffentlicht wurde.

## Hintergrund
Changes ist das erste englischsprachige Lied der ukrainischen Band Kalush Orchestra. Mit dem Song gibt die Sängerin KilimWoman ihr Debüt mit der Band. Musikalisch handelt es sich um die bandtypische Mischung aus ukrainischem Folk und Rap-Part in Landessprache.
Inhaltlich dreht es sich in dem Lied um das Thema Heimat. Oleh Psiuk sagte dazu: „Dieses Lied handelt von unserer Heimat – wo wir leben und wie wir gelernt haben, sie zu schützen. Wir leben weiter, auch wenn uns Gefahr droht. Das Haus mag sich mit uns verändern, aber das, was wirklich wichtig ist und zu unseren Traditionen gehört, bleibt immer bestehen.“
Die Single wurde am 3. März 2023 über das ukrainische Label Enko in digitaler Form veröffentlicht. Gleichzeitig erschien auch ein Video über YouTube.

## Musikvideo
Das Video wurde in Polen während einer Konzertpause gedreht. Drehort war ein „traditionelles“ Haus. Die Mitglieder des Kalush Orchestra spielen im Video Märchenfiguren. So verwandelt sich Flötist Tymofij Muzyčuk in Carpathian Molfar – ein Wesen mit übernatürlichen Kräften.
Regisseur war Leonid Kolosovsky. Dieser erklärte:

„Dies ist eine Geschichte über die magischen Charaktere der Familie des Kalush-Orchesters. Jedes Mitglied dieser Familie hat seine eigene Superkraft und seine eigene Art, das Haus zu verteidigen. Jemand durch Gebete, jemand durch Taten, jemand durch Wahrheit, jemand durch Spiritualität und jemand durch Magie. Wie es in der Familie üblich ist, sind alle Mitglieder der Familie sehr unterschiedlich und an manchen Stellen sogar gegensätzlich, aber sie sind zusammen und jeder von ihnen liebt sein Haus.“

Sowohl Text als auch Video enthalten zahlreiche Andeutungen bezüglich des Russischen Überfalls auf die Ukraine 2022.